# USS Perkins (DD-26)
USS Perkins (DD-26) – amerykański zmodyfikowany niszczyciel typu Paulding będący w służbie United States Navy w czasie I wojny światowej. Nazwa okrętu pochodziła od komodora George’a Hamiltona Perkinsa.
Stępkę okrętu położono 22 marca 1909 w stoczni Fore River Shipbuilding Company w Quincy (Massachusetts). Zwodowano go 9 kwietnia 1910. Jednostka weszła do służby 18 listopada 1910, pierwszym dowódcą został Lieutenant Commander Joel R. P. Pringle.
Po prawie 7 latach pokojowej służby w normalnych i rezerwowych eskadrach niszczycieli „Perkins” został włączony ponownie do pełnej służby 3 kwietnia 1917. Dowódcą został Lieutenant Frank M. Knox. Okręt został przydzielony do drugiego dywizjonu niszczycieli sił amerykańskich stacjonujących w Europie. Jednostka składała się z niszczycieli „Perkins”, „Paulding”, „Wilkes” i „Ammen”. Operowała z Queenstown w Irlandii od czerwca do listopada 1917.
W czasie tej służby okręt uratował rozbitków z „Tarquah” 7 sierpnia. Eskortował także SS „Bohemia” z Saint-Nazaire do Irlandii i SS „New York” z Queenstown do Liverpoolu. W listopadzie 1917 okręt opuścił Irlandię i popłynął do Nowego Jorku.
W czasie zimy 1917-1918 okręt przeszedł przegląd w Charleston. Od marca do grudnia 1918 operował w pobliżu Gravesend Bay pełniąc patrole przeciwpodwodne i służbę eskortową. Spostrzegł niemiecki okręt podwodny U-151 w pobliżu New Jersey 2 czerwca 1918. W czasie służby konwojowej eskortował różnej statki, w tym „President Grant” i „President Washington” pomiędzy Halifaksem (Nowa Szkocja) i Nowym Jorkiem.
Okręt został przydzielony do Floty Rezerwowej 5 grudnia 1919 i pozostawał w niej do czasu skreślenia z listy okrętów floty 8 marca 1935. Został sprzedany na złom 28 czerwca i zezłomowany.